# Alum-(Na)
La alum-(Na) és un mineral de la classe dels sulfats que pertany al grup de l'alum. El nom reflecteix el seu contingut en sodi i la seva pertinença al grup de l'alum.

## Característiques
La alum-(Na) és un sulfat de fórmula química NaAl(SO₄)₂(H₂O)₁₂, un sulfat d'alumini hidratat. Cristal·litza en el sistema cúbic, en forma de cristalls octaèdrics, de fins a 1 mil·límetre. La seva duresa a l'escala de Mohs és 3.
Segons la classificació de Nickel-Strunz, l'alum-(Na) pertany a «07.C - Sulfats (selenats, etc.) sense anions addicionals, amb H₂O, amb cations de mida mitjana i grans» juntament amb els següents minerals: krausita, tamarugita, kalinita, mendozita, lonecreekita, alum-(K), tschermigita, lanmuchangita, voltaïta, zincovoltaïta, pertlikita, amoniomagnesiovoltaïta, kröhnkita, ferrinatrita, goldichita, löweïta, blödita, niquelblödita, changoïta, zincblödita, leonita, mereiterita, boussingaultita, cianocroïta, mohrita, niquelboussingaultita, picromerita, polihalita, leightonita, amarillita, konyaïta i wattevil·lita.

## Formació i jaciments
Es troba com a sublimat en la crema del carbó o com un precipitat recent. Sol trobar-se associada a altres minerals com la blödita o la kröhnkita. Les localitats on consta que s'ha trobat requereixen d'una confirmació per mètodes d'anàlisi moderns. Identificada recentment a Hongria, a la mina de coure Recsk, a les muntanyes Matra, i a Bátonyterenye.